# Jonathan Zebina
Jonathan Zebina (ur. 19 lipca 1978 w Paryżu) – francuski piłkarz grający na pozycji obrońcy.

## Kariera klubowa
Zebina zaczął karierę AS Cannes w 1996. W 1998 przeszedł do Cagliari Calcio, a w 2000 do AS Roma. W 2004, po objęciu stanowiska trenera Juventusu przez Fabio Capello, przeszedł razem z nim do turyńskiego zespołu. 31 sierpnia 2010 roku za porozumieniem stron Jonathan rozwiązał kontrakt z Juventusem. 31 sierpnia 2010 Zebina został graczem Brescii. W sezonie 2011/2012 grał w Stade Brestois 29, a w latach 2012–2014 w Toulouse FC. Karierę kończył w 2015 w AC Arles-Avignon.
| Sezon   | Klub              | Kraj    | Rozgrywki  | Mecze | Bramki | Rozgrywki Europy                    | Mecze | Bramki |
| ------- | ----------------- | ------- | ---------- | ----- | ------ | ----------------------------------- | ----- | ------ |
| 1996/97 | AS Cannes         | Francja | Division 1 | 6     | 0      | –                                   | –     | –      |
| 1997/98 | AS Cannes         | Francja | Division 1 | 21    | 0      | –                                   | –     | –      |
| 1998/99 | Cagliari Calcio   | Włochy  | Serie A    | 22    | 0      | –                                   | –     | –      |
| 1999/00 | Cagliari Calcio   | Włochy  | Serie A    | 26    | 0      | –                                   | –     | –      |
| 2000/01 | AS Roma           | Włochy  | Serie A    | 22    | 0      | Liga Europy UEFA                    | 4     | 0      |
| 2001/02 | AS Roma           | Włochy  | Serie A    | 24    | 0      | Liga Mistrzów UEFA                  | 10    | 0      |
| 2002/03 | AS Roma           | Włochy  | Serie A    | 19    | 0      | Liga Mistrzów UEFA                  | 8     | 0      |
| 2003/04 | AS Roma           | Włochy  | Serie A    | 23    | 1      | Liga Europy UEFA                    | 7     | 0      |
| 2004/05 | Juventus F.C.     | Włochy  | Serie A    | 24    | 0      | Liga Mistrzów UEFA                  | 6     | 0      |
| 2005/06 | Juventus F.C.     | Włochy  | Serie A    | 10    | 0      | Liga Mistrzów UEFA                  | 2     | 0      |
| 2006/07 | Juventus F.C.     | Włochy  | Serie B    | 24    | 0      | –                                   | –     | –      |
| 2007/08 | Juventus F.C.     | Włochy  | Serie A    | 16    | 0      | –                                   | –     | –      |
| 2008/09 | Juventus F.C.     | Włochy  | Serie A    | 8     | 0      | Liga Mistrzów UEFA                  | 0     | 0      |
| 2009/10 | Juventus F.C.     | Włochy  | Serie A    | 16    | 0      | Liga Mistrzów UEFA Liga Europy UEFA | 2 3   | 0 1    |
| 2010/11 | Brescia Calcio    | Włochy  | Serie A    | 28    | 0      | –                                   | –     | –      |
| 2011/12 | Stade Brestois 29 | Francja | Ligue 1    | 28    | 0      | –                                   | –     | –      |
| 2012/13 | Toulouse FC       | Francja | Ligue 1    | 17    | 0      | –                                   | –     | –      |
| 2013/14 | Toulouse FC       | Francja | Ligue 1    | 20    | 0      | –                                   | –     | –      |
| 2014/15 | AC Arles-Avignon  | Francja | Ligue 2    | 6     | 0      | –                                   | –     | –      |